# Andrew Moten
Andrew Moten (Quincy, Florida, 22 de diciembre de 1965) es un exbaloncestista estadounidense. Con 1,83 metros de altura, jugaba en la posición de base. Asumiendo normalmente el papel de anotador en los equipos en los que jugó, registró el récord de más puntos convertidos en un partido de la Liga Nacional de Básquet de Argentina con 63.

## Carrera

### Universidad
Moten, un nativo de Florida, asistió a la James A. Shanks High School, una escuela destacada por sus programas deportivos. 
En 1983 recibió una beca para estudiar en la Universidad de Florida, motivo por el cual pasó a sumarse a los Florida Gators, el equipo de la institución que competía en la Southeastern Conference de la División I de la NCAA. 
En los Gators compartió plantel con Vernon Maxwell y Dwayne Schintzius, dos jugadores que luego llegarían a la NBA. Ese grupo tuvo por entrenador a Norm Sloan, quien reclutó talentos para elevar el nivel de juego del equipo y convertirlo en un serio candidato al título nacional. 
En las tres primeras temporadas que Moten compitió con los Gators, el equipo participó del National Invitation Tournament, mientras que en su temporada como sénior, su universidad, por primera vez en la historia, clasificó al Campeonato de la División I de Baloncesto Masculino de la NCAA.  
Moten culminó su carrera universitaria con un promedio de 15,4 puntos por partido.

#### Estadísticas
| Año     | Equipo  | PJ  | %TC  | %3P  | %TL  | RPP | APP | ROB | TPP | PPP  |
| ------- | ------- | --- | ---- | ---- | ---- | --- | --- | --- | --- | ---- |
| 1983-84 | Florida | 29  | 42,3 |      | 70,6 | 1.1 | ,0  | 3,1 | 2,3 | 11,9 |
| 1984-85 | Florida | 30  | 45,2 |      | 76,3 | 1.2 | ,0  | 4,1 | 3,5 | 16,6 |
| 1985-86 | Florida | 33  | 47,8 |      | 75,7 | 1.4 | ,0  | 3,9 | 2,6 | 16,9 |
| 1986-87 | Florida | 33  | 44,6 | 44.5 | 71,5 | 1.6 | ,1  | 3,3 | 4.4 | 16,0 |
| Total   | Total   | 125 | 45,2 | 44,5 | 73.9 | 1.3 | ,0  | 3,2 | 3,2 | 15,4 |

Fuente: The Draft Review.

### Profesional

#### Ligas menores estadounidenses
Tras cumplir su ciclo en el baloncesto universitario estadounidense, Moten se sumó a los West Palm Beach Stingrays de la USBL. Allí jugó en buen nivel -llegando a ser considerado uno de los mejores debutantes junto a  Muggsy Bogues-, pero dejó la liga poco después de su ingreso para alistarse para el draft de la NBA de 1987, en el que también se presentarían jugadores como David Robinson, Scottie Pippen, Horace Grant y Reggie Miller. 
El base sería elegido en el 3.º puesto de la cuarta ronda por los New Jersey Nets. Sin embargo fue desvinculado del equipo mucho antes de llegar a disputar un partido oficial. En consecuencia ficharía con un equipo de la CBA, los Savannah Spirits, con el cual jugaría 20 partidos. Luego de ello retornó a los West Palm Beach Stingrays para disputar una nueva temporada de la USBL. 
Moten tuvo un breve paso de regreso a la CBA (como parte de los Topeka Sizzlers), pero luego se sumaría al Illinois Express de la WBL, un certamen en el cual los jugadores tenían un límite de altura. Su actuación fue muy destacada con su nuevo equipo, motivo por el cual integró el combinado de estrellas de la liga que hizo una gira por Europa que incluyó un enfrentamiento contra la selección de baloncesto de la Unión Soviética. Posteriormente permaneció dos temporadas más en la WBL pero como jugador de los Memphis Rockers. Aunque Moten aspiró siempre a obtener una oportunidad para actuar en la NBA, su deseo nunca se cumplió.

#### Filipinas
En septiembre de 1991 fue contratado por los San Miguel Beermen de la PBA por pedido del entrenador Norman Black. Allí sólo jugó tres partidos. En el primero no hizo nada destacado, sin embargo en el segundo, en un cruce entre San Miguel Beermen y Shell Rimula-X que terminó en triunfo de su equipo por 125 a 123, Moten anotó la impresionante cantidad de 69 puntos.
Lógicamente en la siguiente fecha el equipo rival, los Alaska Airmen, se propuso bloquear su juego. Fastidiado por la cantidad de faltas que los árbitros no le cobraron, en el segundo cuarto Black lo mandó a la banca de suplentes para que dejara de discutir con las autoridades y no terminara expulsado del encuentro. En consecuencia Moten se fue al vestuario y retornó vestido sin su uniforme, como dando a entender que no quería jugar más. Posteriormente Black lo convenció para que se cambiara y retornara al partido. De todos modos esa noche Moten pudo anotar solo 14 puntos. El episodio generó controversia en Filipinas, por lo que Rudy Salud -a la sazón comisionado de la PBA- emitió la orden de expulsar a Moten de la liga por su falta de profesionalismo.

#### Sudamérica
En 1992 arribó a la Argentina como ficha extranjera de River Plate, equipo que disputaba la Liga Nacional de Básquet. Allí sólo disputó 7 partidos, pero registró marcas de 33.3 puntos, 3.1 asistencias y 1.4 robos, lo que llamó la atención de otros equipos del torneo.
Tras dejar River Plate volvió a su país para jugar el tramo final de la temporada 1992 de la WBL con los Florida Jades. Luego de ello regresó a la Argentina y se incorporó a Gimnasia y Esgrima de Comodoro Rivadavia, que era dirigido en la época por León Najnudel. En su primera temporada en el club patagónico, Moten hizo un importante aporte para que el equipo alcanzara las semifinales del certamen. En esa instancia se enfrentó al futuro campeón GEPU. En el cuarto partido de la serie, diputado el 5 de mayo de 1993, Moten protagonizó una hazaña hasta hoy no igualada en la LNB: marcó 63 puntos, la mayor cantidad que un solo jugador ha marcado en un solo partido en toda la historia de la liga altamente competitiva como la argentina. Esa noche, sin embargo, su equipo terminó derrotado por 109 a 113 (sus compañeros Edgar Merchant y Sergio Aispurúa aportaron entre los dos otros 31 puntos).
Al finalizar la temporada, renovó su contrato para jugar un año más en Gimnasia y Esgrima de Comodoro Rivadavia. Una vez más, Moten fue una pieza clave del equipo. Sin embargo en su tercera temporada las lesiones lo marginaron del equipo. Desvinculado de los patagónicos, en diciembre de 1994 apareció jugando con los Tri-City Chinook de la CBA, pero fue cortado del equipo tras sólo dos partidos. Consiguientemente retornó a Gimnasia y Esgrima de Comodoro Rivadavia para el cierre de temporada. 
Luego de ello Moten jugaría la temporada 1995 de la Liga Profesional de Baloncesto de Venezuela como hombre de los Marinos de Oriente. Su equipo alcanzaría la final del certamen, pero caería derrotado ante las Panteras de Miranda (en el momento decisivo de la serie, Moten intentó encestar los puntos que le darían el campeonato a los suyos pero fue espectacularmente taponeado por Ronnie Thompkins). De todos modos el base terminó siendo reconocido como el MVP de ese año. 
Luego de esa experiencia, volvió a la Argentina para sumarse al proyecto de Racing Club en la LNB, pero luego de 5 presentaciones dejó el equipo. En todos sus años en la LNB, Moten jugó 108 partidos promediando 26.2 puntos por encuentro.
El resto de su carrera la disputó en Brasil, pasando por Minas Tênis Clube, Corinthians, Joinville Basquete, COC/Ribeirão Preto, Unisanta y Automóvel Clube Fluminense. También tuvo retornos a Venezuela y Estados Unidos.

### Entrenador
Al retirarse como jugador profesional, Moten se convirtió en entrenador de baloncesto. De ese modo se hizo cargo de la formación de jóvenes talentos en la West Gadsden High School en 2010. En 2017 los Panthers -el equipo de la institución- conquistó el campeonato estatal por primera vez en su historia. Posteriormente entrenaría a los Gadsden County High School Jaguars.
Asimismo ha dirigido a equipos semi-profesionales como los Tallahase Southern Kings de The Basketball League.

## Logros y reconocimientos

### Consideraciones personales
- Mayor cantidad de puntos anotados en un partido de la LNB: 63.[10]
- Máximo anotador de la LNB 1993-94 - Gimnasia y Esgrima (Comodoro Rivadavia): 896 puntos en 30 partidos, promedio de 29.9 puntos por partido.